# عملیات‌های والفجر
عملیات‌های والفجر به مجموعه‌ای از عملیات‌های تهاجمی نیروهای مسلح ایران در جنگ ایران و عراق گفته می‌شود. این سلسله عملیات‌ها پس از فتح خرمشهر شروع شد و تا سال‌های آخر جنگ ادامه داشت. عملیات والفجر ۵ به همراه عملیات والفجر ۶ که به صورت پیوسته انجام شدند بزرگترین عملیات نظامی ایران در تاریخ معاصر به شمار می‌رود. طراحی ضعیف بیشتر این عملیات ها، استفاده ایرانی‌ها از روش یورش موج انسانی، محدودیت آن‌ها در تأمین تسلیحات سنگین و پیشرفته، برخی نا هماهنگی‌ها بین نیروهای ارتش و سپاه و بسیج ایران، و همچنین استفاده نیروهای عراقی‌ها از سلاح‌های شیمیایی تلفات انسانی گسترده‌ای بر نیروهای ایرانی وارد نمود.

## گستره عملیاتی
جغرافیای این عملیات‌ها مناطق وسیعی از جبهه‌های شمالی در کردستان عراق تا جبهه‌های جنوبی در فاو عراق را شامل می شد. در جبهه‌های شمالی به دلیل استفاده مناسب از ناهمواری‌های جغرافیایی و همزمان داشتن پشتیبانی نیروهای محلی کرد عملیات‌ها موفقیت بیشتری داشتند. همچنین به کوهستانی بودن جبهه شمالی تأثیر استفاده از سلاح‌های شیمیایی را کاهش می داد.
نبرد در جبهه‌های جنوبی با موانعی گسترده برای ایرانی‌ها همراه بود: هموار بودن جغرافیای منطقه امکان استتار و پوشش جغرافیایی را از ایرانی‌ها می گرفت و در همه حمله‌های یورش موج انسانی رزمندگان ایرانی اهداف ساده ای برای توپخانه٬ بالگردهای تهاجمی٬ و نیروی هوایی عراق بودند. موانع آب طبیعی مانند اروند رود و دریاچه‌های مصنوعی ماهیگیری نیز مانع بزرگ دیگری در پیش روی ایرانی‌ها به شمار می آمد. از طرف دیگر هموار بودن مناطق جنگی جنوب استفاده از سلاح‌های شیمیایی را برای عراق آسان تر می نمود.